# Pseudochironomus
Pseudochironomus is een muggengeslacht uit de familie van de Dansmuggen (Chironomidae).

## Soorten
- P. aix Townes, 1945
- P. anas Townes, 1945
- P. atricaudus Saether, 1977
- P. aureus (Johannsen, 1908)
- P. badius Saether, 1977
- P. banksi Townes, 1945
- P. crassus Townes, 1945
- P. chen Townes, 1945
- P. fulviventris (Johannsen, 1905)
- P. julia (Curran, 1930)
- P. middlekauffi Townes, 1945
- P. netta Townes, 1945
- P. prasinatus (Staeger, 1839)
- P. pseudoviridis (Malloch, 1915)
- P. rex Hauber, 1947
- P. richardsoni Malloch, 1915